# Bryan Mahon
Sir Bryan Thomas Mahon (Galway, 2 aprile 1862 – Dublino, 29 settembre 1930) è stato un militare e politico irlandese.

## Biografia
Mahon nacque a Belleville, nella contea di Galway. Iniziò la propria carriera militare divenendo luogotenente dell'8th (King's Royal Irish) Hussars nel 1883.
Durante la Seconda guerra boera l'allora Colonnello Mahon guidò una colonna di 2.000 volontari del Sudafrica da Kimberley verso Mafeking. Il villaggio, che da sette mesi era sotto assedio da parte delle forze boere, stava ormai per essere sopraffatto dalla carestia.
Durante la prima guerra mondiale egli ebbe il comando della 10th (Irish) Division durante la campagna di Gallipoli dove, dopo lo sbarco a Capo Helles, perse 3.411 dei suoi uomini. Nel settembre del 1915 venne spostato a capo del British Expeditionary Force in Serbia nell'ambito della Campagna della Mesopotamia. Nel 1916 il generale Mahon prese il comando delle Western Frontier Force nell'Egyptian Expeditionary Force.
Egli venne nominato Comandante in Capo dell'Irlanda nel 1916 e si trovò nel bel mezzo degli scontri della Guerra anglo-irlandese.
Dopo il suo ritiro dal servizio attivo nel 1922, venne eletto membro del consiglio privato del breve Senato dell'Irlanda del Sud. Venne quindi nominato nel Seanad Éireann (la Camera alta dello Stato Libero d'Irlanda) dal Presidente del Consiglio Esecutivo William T. Cosgrave, nel 1922 e nel 1925. Venne eletto infine al Seanad nel 1928 e rimase in carica sino alla sua morte nel 1930.